# Cave Bay
Cave Bay är en vik på Barbados.   Den ligger i parishen Saint Philip, i den östra delen av landet, 22 km öster om huvudstaden Bridgetown. Viken ligger söder om Bottom Bay.